# Melitón Santos
Melitón Santos, né le 14 février 1928, est un ancien joueur philippin de basket-ball.